# Лидберг, Джимми
Джимми Александр Лидберг (швед. Jimmy Alexander Lidberg, род. 13 апреля 1982 года в Стокгольм, Швеция) — шведский борец греко-римского стиля, бронзовый призёр летних олимпийских игр 2012 года, многократный призёр чемпионатов мира и Европы. Младший брат чемпиона мира 2003 года Мартина Лидберга.
С 2013 года тренирует норвежского борца Стига Андре Берге, который на чемпионате мира по борьбе 2014 завоевал бронзовую награду.

## Выступления на Олимпиадах
| Соревнования                 | Сборная | Весовая категория | Место  |
| ---------------------------- | ------- | ----------------- | ------ |
| Летние Олимпийские игры 2012 | Швеция  | 96 кг             | Бронза |

## Выступления на Чемпионатах мира
| Соревнования                  | Сборная | Весовая категория | Место   |
| ----------------------------- | ------- | ----------------- | ------- |
| Чемпионат мира по борьбе 2001 | Швеция  | 97 кг             | 21      |
| Чемпионат мира по борьбе 2002 | Швеция  | 96 кг             | 28      |
| Чемпионат мира по борьбе 2005 | Швеция  | 96 кг             | 28      |
| Чемпионат мира по борьбе 2006 | Швеция  | 96 кг             | 7       |
| Чемпионат мира по борьбе 2007 | Швеция  | 96 кг             | 8       |
| Чемпионат мира по борьбе 2009 | Швеция  | 96 кг             | Серебро |
| Чемпионат мира по борьбе 2010 | Швеция  | 96 кг             | Бронза  |
| Чемпионат мира по борьбе 2011 | Швеция  | 96 кг             | Серебро |

## Выступления на Чемпионатах Европы
| Соревнования                    | Сборная | Весовая категория | Место   |
| ------------------------------- | ------- | ----------------- | ------- |
| Чемпионат Европы по борьбе 2001 | Швеция  | 97 кг             | 8       |
| Чемпионат Европы по борьбе 2005 | Швеция  | 96 кг             | Серебро |
| Чемпионат Европы по борьбе 2006 | Швеция  | 96 кг             | Бронза  |
| Чемпионат Европы по борьбе 2007 | Швеция  | 96 кг             | Серебро |
| Чемпионат Европы по борьбе 2008 | Швеция  | 96 кг             | 7       |

## Выступления на других соревнованиях
| Соревнования                             | Сборная | Весовая категория | Место   |
| ---------------------------------------- | ------- | ----------------- | ------- |
| Международный мемориал Дэйва Шульца 2003 | Швеция  | 96 кг             | Бронза  |
| Гран-при Германии по борьбе 2003         | Швеция  | 96 кг             | 7       |
| Гран-при Германии по борьбе 2005         | Швеция  | 96 кг             | 5       |
| Международный мемориал Дэйва Шульца 2006 | Швеция  | 96 кг             | Золото  |
| Северный чемпионат по борьбе 2006        | Швеция  | 120 кг            | Серебро |
| Гран-при Германии по борьбе 2007         | Швеция  | 120 кг            | 7       |
| Олимпийский квалификационный турнир 2008 | Швеция  | 96 кг             | 7       |
| Олимпийский квалификационный турнир 2008 | Швеция  | 96 кг             | 16      |
| Золотой Гран-при по борьбе 2011          | Швеция  | 96 кг             | Золото  |
| Золотой Гран-при по борьбе 2011          | Швеция  | 96 кг             | Бронза  |
| Кубок Азовмаша 2012                      | Швеция  | 96 кг             | Бронза  |